# Yannis Moralis
Yannis Moralis (Grieks: Γιάννης Μόραλης) (Arta, 1916 - Athene, 20 december 2009) was een Grieks kunstschilder. Hij was lid van de zogenaamde "Generatie van de jaren 1930".
In 1927 verhuisde hij met zijn ouders naar Athene en studeerde er schilderen aan de kunstacademie bij Argyros, Geraniotis en Parthenis, en graveerkunst bij Kephalinos. Nadien ging hij met een beurs voor een jaar naar Rome en vervolgens studeerde hij fresco- en muurschilderen aan de "École Nationale des Beaux Arts" in Parijs. Aan de "École des Arts des Metiers" studeerde hij mozaïekkunst.
Moralis werd in 1947 docent aan de kunstacademie van Athene en twee jaar later richtte hij samen met andere kunstschilders, als Nikos Hatzikyriakos-Ghikas, Yannis Tsarouchis, Nikos Nikolaou en Nikos Engonopoulos, de kunstgroep "Armos" op en nam in 1950 deel aan de eerste tentoonstelling in het Atheense Zappeion. Vanaf 1954 werkte hij samen met het kunsttheater van Karolos Koun. Later volgde ook een samenwerking met het Griekse Nationaal Theater.
Moralis zorgde ook voor de illustraties van de gedichtenbundels van Odysseas Elytis en Georgios Seferis, en illustreerde platenhoezen, maakte beeldhouwwerken en muurschilderingen, decors en toneelkostuums.
In 1965 schilderde hij Sophia Antoniades, die in 1929 de eerste vrouwelijke hoogleraar aan de Universiteit Leiden was. Dat schilderij hangt in het Leidse academiegebouw.